# Underhill Stadium
L'Underhill Stadium è uno stadio di calcio in Inghilterra. Ha ospitato le partite casalinghe del Barnet F.C. e delle riserve dell'Arsenal.